# جيانكارلو دي كارلو
«الحقيقة هي أن في النظام هناك إحباط وضجر من المفروض، بينما في الفوضى هناك الإبداع المثير في المشاركة»
(جيانكارلو دي كارلو ، عمارة المشاركة ، 1973)
جيانكارلو دي كارلو (بالإيطالية: Giancarlo De Carlo)‏ (جنوا، 12 ديسمبر 1919 - ميلانو، 4 يونيو 2005، مهندس إيطالي كان من بين أول من جرب وطبق المشاركة في العمارة من قبل المستخدمين في مراحل التصميم. معروف دوليا لكونه واحدا من مؤسسي حركة فريق العشرة (Team X) الذي عمل أول انفصال حقيقي عن حركة الحداثة ونظرية الوظيفية ل ليكوربوزية.
صمم دي كارلو قاعات السكن الجامعي بجامعة أوربينو، التي تستوعب ألفًا وخمسمائة طالب.